# Jean Rostand
Jean Edmond Cyrus Rostand, född 30 oktober 1894 i Paris, död 4 september 1977 i Ville-d'Avray, var en fransk biolog, vetenskapshistoriker och filosof.
Rostand, som arbetade med experimentell biologi, är känd för sitt arbete som vetenskapsskribent, såväl som filosof och aktivist. Hans vetenskapliga arbete täckte en mängd olika biologiska områden som amfibieembryologi, partenogenes och teratogeni, medan hans litterära produktion sträckte sig över populärvetenskap, vetenskapshistoria och filosofi. Hans arbete inom området för kryogenik gav Robert Ettinger idén om kryonik. Rostand intresserade sig för etik och moral i biologin och agiterade mot pseudovetenskap, användandet av vetenskap för krig, skrev mot rasism och stödde mänsklig jämlikhet och frihet.
Ön Île Jean-Rostand i Antarktis är uppkallad efter honom.

## Biografi
Rostand föddes i Paris, son till dramatikern Edmond Rostand och poeten Rosemonde Gérard och bror till romanförfattaren och dramatikern Maurice Rostand. Familjen flyttade till Cambo-les-Bains 1900 och Rostand hade en fascination för naturhistorian i dessa omgivningar. Han utbildades av hemlärare och läste verk av JH Fabre, Claude Bernard och Charles Darwin. Han studerade sedannaturvetenskap vid universitetet i Sorbonne och tog examen 1914.
Rostands biologiska forskning började med studier om pedogenes hos flugor, studier på silkesmaskar och trollsländor innan han började arbeta med embryologi hos grodor. 1910 kunde han framkalla partenogenes i Rana temporarias ägg. Han undersökte sedan polydaktyli och dess induktion av kemiska medel i grodor och studerade bevarandet av spermiers vitalitet med hjälp av glycerin. Han undersökte också bestämningen av kön hos grodor.
Rostand invaldes 1959 i Franska akademien, där han satt på stol 8.
Rostand intresserade sig särskilt för vetenskapens historia och betonade särskilt den långsamma process genom vilken vetenskapliga fakta fastställdes och hur de framkom ur interaktioner mellan många människor. Han framhöll behovet av blygsamhet, särskilt på grund av enskilda medarbetares felbarhet. För sitt arbete med att popularisera vetenskapen fick han ett Kalingapris 1959.
Rostand är känd för citatet: Döda en man, och du är en mördare. Döda miljontals män, och du är en erövrare. Döda dem alla, och du är en Gud.
Rostand gifte sig med en kusin Andrée Mante 1920 och de fick sonen François, som blev matematiker. Efter 1922 inrättade Rostand ett laboratorium i sitt hem i Ville-d'Avray och började bedriva det mesta av sin forskning där, utan institutionella krav. Han dog efter långvarig ohälsa i hemmet.

## Arbeten
- Le retour des pauvres , 1919 - Return of the poor
- La loi des riches, 1920 - The law of the rich
- Pendant qu’on souffre encore, 1921 - While suffering endures
- Ignace ou l'Écrivain , 1923 - Ignace or the writer
- Deux angoisses : la mort, l’amour, 1924 - Two anguishes: love and death
- De la vanité et de quelques autres sujets , 1925 - Of vanity and several other subjects
- Les familiotes et autres essais de mystique bourgeoise, 1925 - The familiotes and other essays of the bourgeois mystique
- De l’amour des idées , 1926 - On the love of ideas
- Le mariage, 1927 - Marriage
- Valère ou l’Exaspéré, 1927 - Valère or The exasperated
- Julien ou Une conscience, 1928 - Julien or A conscience
- Les chromosomes, artisans de l’hérédité et du sexe, 1929 - Chromosomes, artisans of heredity and sex
- De la mouche à l’Homme, 1930 - From fly to man
- L’état présent du transformisme, 1931 - The current state of transformism
- Journal d’un caractère, 1931 - Journal of a character
- L’Évolution des espèces, 1932 - The evolution of species
- Les problèmes de l’hérédité et du sexe, 1933 - The problems of heredity and sex
- L’aventure humaine, 1933 - The human adventure
- La vie des libellules, 1935 - The life of dragonflies
- Insectes, 1936 - Insects
- La nouvelle biologie, 1937 - The new biology
- Biologie et médecine, 1938 - Biology and medicine
- Hérédité et racisme, 1938 - Heredity and racism
- Pensée d’un biologiste, 1938 - Thoughts from a biologist
- La vie et ses problèmes, 1938 - Life and its problems
- Science et génération, 1940 - Science and generation
- Les idées nouvelles de la génétique, 1941 - New ideas in genetics
- L’Homme, introduction à l’étude de la biologie humaine , 1941 - Man, introduction to the study of human biology
- L’Homme, maître de la vie, 1941 - Man, master of life
- Hommes de vérité 1942 - Men of truth
- L’avenir de la biologie, 1943 - The future of biology
- La genèse de la vie, histoire des idées sur la génération spontanée , 1943 - Genesis of life, a history of the ideas on spontaneous generation
- La vie des vers à soie , 1944 - The life of silkworms
- Esquisse d’une histoire de la biologie , 1945 - Sketch of a history of biology
- L’avenir de la biologie, 1946 - The future of biology
- Qu’est-ce qu’un enfant ?, 1946 - What is a child?
- Charles Darwin, 1947
- Nouvelles pensées d’un biologiste, 1947 - New thoughts from a biologist
- L’hérédité humaine , 1948 - Human heredity
- Hommes de vérité II , 1948 - Men of truth II
- La biologie et l’avenir humain, 1949 - Biology and the human future
- L’Homme devant la biologie, 1949 - Man facing biology
- La parthénogenèse, reproduction virginale chez les animaux, 1949 - Parthenogenesis, virginal reproduction in animals
- La parthénogenèse animale, 1949 - Animal parthenogenesis
- La génétique des batraciens, 1951 - Batrachian genetics
- Les grands courants de la biologie , 1951 - Great trends in biology
- Les origines de la biologie expérimentale et l’abbé Spallanzani, 1951 - The origins of experimental biology and the Abbé Spallanzani
- L’hérédité humaine, 1952 - Human heredity
- Pages d’un moraliste , 1952 - Pages by a moralist
- Ce que nous apprennent les crapauds et les grenouilles, 1953 - What toads and frogs teach us
- La vie, cette aventure, 1953 - Life, that adventure
- Ce que je crois, 1953 - What I believe
- Instruire sur l’Homme, 1953 - To instruct on Man
- Notes d’un biologiste , 1954 - Notes from a biologist
- Les crapauds et les grenouilles et quelques grands problèmes biologiques, 1955 - Toads, frogs and a few great problems in biology
- Le problème biologique de l’individu, 1955 - The biological problem of the individual
- L’Homme en l’an 2000, 1956 - Man in the year 2000
- Peut-on modifier l’Homme?, 1956 - Can we modify Man?
- L’atomisme en biologie, 1956 - Atomism in biology
- Bestiaire d’amour, 1958 - A bestiary of love
- Aux sources de la biologie, 1958 - At the sources of biology
- Anomalies des amphibiens anoures, 1958 - Anomalies of anurian amphibians
- Science fausse et fausses sciences, 1958 - Erroneous science and false science
- Les origines de la biologie expérimentale, 1959 - Origins of experimental biology
- Carnet d’un biologiste, 1959 - Notepad of a biologist
- Espoirs et inquiétudes de l’homme, 1959 - The hopes and worries of Man